# Присліп (Малопольське воєводство)
При́сліп (пол. Przysłop) — лемківське село в Польщі, ґміна Устя-Горлицьке Горлицький повіт Малопольського воєводства.

## Розташування
Розташоване на кордоні зі Словаччиною.
Знаходиться приблизно за 6 км на північний схід від Усть-Горлиці, за 12 км на південь від Горлиці, і за 107 км на південний схід від Кракова.

## Географія
У селі бере початок річка Прислоп'янка.

## Історія
Вважається поряд з Висовою і Вафкою одним із найдавніших лемківських сіл.
Зі збережених в Усті Руському парохіяльних актів відомо про існування парохії в 1554 р.
У другій половині XVI століття солтисом села був Іван Копеняк (Ywan Kopieniak). Своє право солтиства він за 400 злотих продав Мацейові Ліщакові (Maciej Liszchak). Про це пан Копеняк свідчив на суді 25 серпня 1593 року, а Ліщак показав привілей солтиства.
Спочатку церква була материнською в парохії для Новиці, а від 1791 р. стала дочірньою. Метричні книги провадились від 1784 р.
На початку XX ст. в регіоні проживало переважно українське населення. З листопада 1918 по січень 1919 тут існувала Команчанська Республіка.
До 1945 року було чисто лемківське населення: з 260 жителів села — всі 260 українці.
1945 року більшість українського населення села було вислано на територію України, а решта в 1947 р. депортована на понімецькі землі.
В період 1945—1946 рр. в цьому районі тривала боротьба між підрозділами УПА та польськими й радянським військами.

## Пам'ятки
- У селі збереглась давня українська дерев'яна церква Святого Архангела Михаїла 1756 року, в 1980-х роках відновлена і діє як греко-католицький храм.

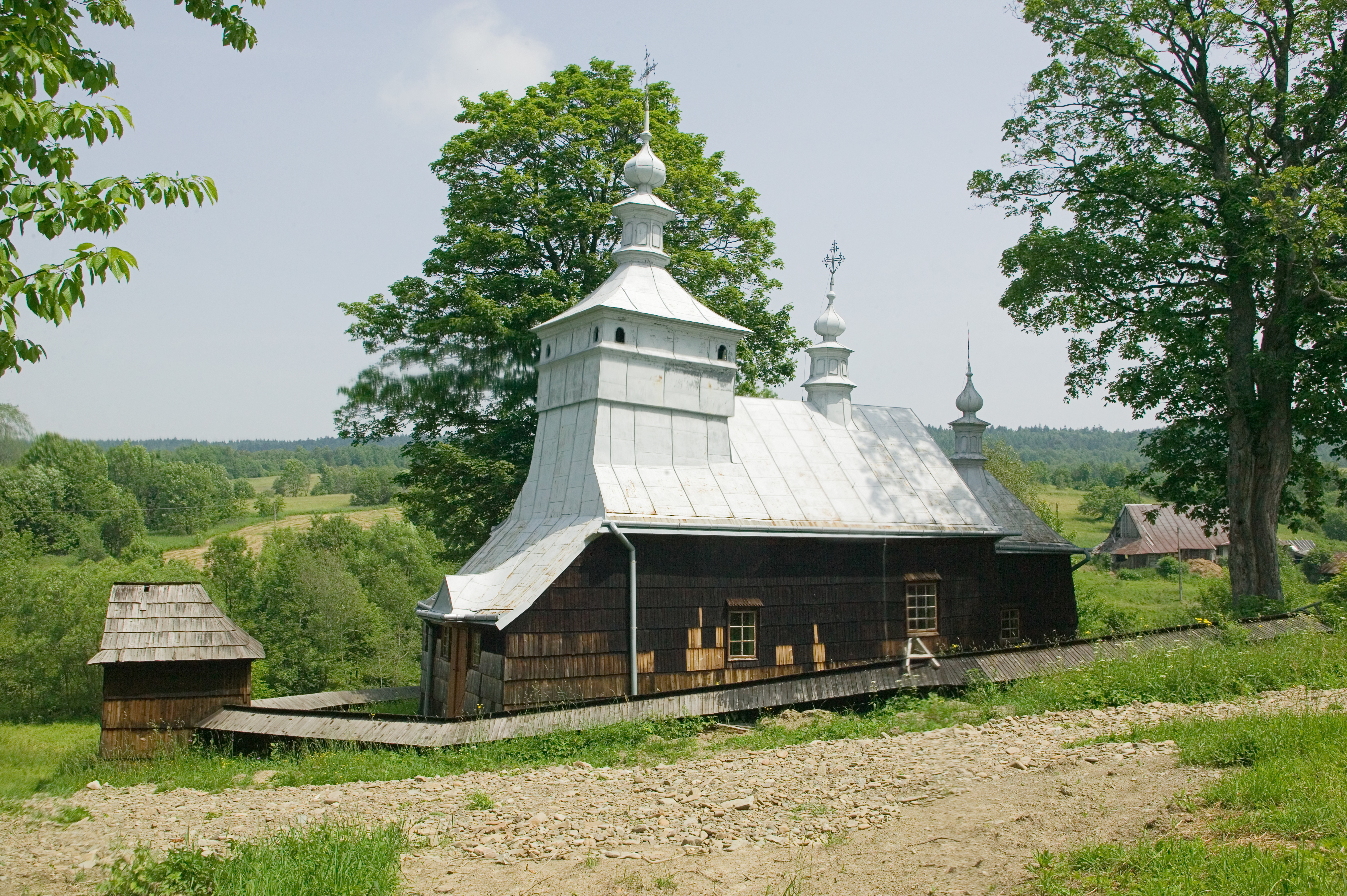
Церква Св. Архангела Михаїла

- Під час І світової війни, у безпосередній близькості від села проходила лінія фронту. Неподалік розташовані три військові кладовища. Найближче військове кладовище № 59 знаходиться приблизно за кілометр на північний схід від центру села, поруч знаходяться і цвинтарі № 58 поблизу верхівки Магури Маластовської та № 60 на Маластовському перевалі.

## Сучасність
Після виселення лемків через знелюднення втратило статус села і вважається присілком Новиці. Зараз тут мешкає 22 особи.